# Knut Hallström
Knut Olof Hallström, född 25 oktober 1925 i Köping, död 30 maj 2016 i Köping, var en svensk tecknare, målare, teckningslärare och författare.
Han var son till direktören Omar Gunnar Hallström och Margit Lambert och från 1953 gift med Marianne Lagergren-Lundquist. Hallström studerade vid Tekniska skolan under ett år och därefter vid Otte Skölds målarskola 1943 innan han slutligen studerade vid Konsthögskolan i Stockholm 1944-1950. Han företog en studieresa till Frankrike 1951. Han medverkade i Nationalmuseums utställning Unga tecknare 1946 och i samlingsutställningar med Köpings konstförening. Separat ställde han ut åtta gånger i Stockholm och ett antal separatutställningar i olika landsortsstäder och i Rom samt Florens. Bland hans offentliga arbeten märks utsmyckningen av glasmosaik på torget i Köping. Hans konst består till största delen av teckningar men han har även målat landskap och stilleben i olja eller tempera. Vid sidan av sitt eget skapande var han anställd som teckningslärare på Wasa Real 1958-1962 och var även en flitig debattör och kulturjournalist. Han bodde i Italien under åren 1971-1977 och återvände till Köping 1978. Han gav 1998 ut memoarboken Väckelse och modernism. Köpings museum visade 2006 en retrospektiv utställning med verk från hans 60-åriga produktion. Hallström är representerad vid Moderna museet och Gustav VI Adolfs handteckningssamlingar.